# 멸칭
멸칭(蔑稱, 영어: pejorative term) 또는 비칭(卑稱)은 사람이나 사물을 낮추어 경멸적으로 일컫는 표현을 이르는 말이다. 다만 무엇을 멸칭이라고 판정할 수 있는지의 일반적인 이론 또는 기준에 관해서는 철학 및 윤리학계에서 다양한 견해가 제시되어 왔다.
인터넷 철학 백과사전은 멸칭에 관한 철학·윤리학계의 일반이론을 크게 두 갈래로 나누고 있는데, 하나는 멸칭인지의 여부가 그 내용에 따라 좌우된다는 '내용이론'(Content Theory)이고, 다른 하나는 멸칭을 단순히 금지된 표현으로 이해하는 '금지이론'(Deflationary Theory)이다. 내용이론은 20세기 초부터 이루어진 고전적 접근이나 세부적으로는 여러 갈래로 나뉘어 견해가 갈리고 있다. 한편 비교적 최근인 21세기 초에 부상한 비칭이론은 혐오표현을 적극적으로 몰아낸다는 사회운동적인 측면에서는 호소력이 있으나 멸칭의 다양한 현상적 측면에 대한 설명력이 낮다는 점에서 비판을 받고 있다.

## 같이 보기
- 명예훼손
- 모욕
- 욕설